# Luis Usobiaga
Luis Usobiaga (Ondarroa, 1897 - 1950), va ser un músic biscaí. A 1915 es va convertir en el Primer Prefecte de Música del Seminari de Biscaia.

## Obra
- Dos via crucis.
- Missa In Dominicis Ad Aspersionem[2]
- Himne a 3 v / Re m. Ti, T, Baix (Crux fidelis inter omnes...) Primer terç s. XX. Complet
- Crux Fidelis. / A 3 veus mixtes. / Incipit musical. Original manuscrit[3]
- Lamentació per a 1v i Ac / Si m. [Ti]; Ac (D'aquest trist captiveri les ànimes lliureu...) Primer terç s. XX. Complet[3]
- Dos Via Crucis a tres i quatre veus mixtes. "A muerte sentencia mi dulce Señor Gustoso…". Darrere Crux fidelis del mateix autor. Texte en basc i castellà.[4]